# Saint-Martin-Cantalès
Saint-Martin-Cantalès ist eine französische Gemeinde mit 154 Einwohnern (Stand 1. Januar 2022) im Département Cantal in der Region Auvergne-Rhône-Alpes (vor 2016 Auvergne). Sie gehört zum Kanton Mauriac im Arrondissement Mauriac. Die Einwohner werden Saint-Martinois genannt.

## Lage
Saint-Martin-Cantalès liegt etwa 27 Kilometer nordnordwestlich von Aurillac.
Nachbargemeinden sind Pleaux im Nordwesten und Norden, Besse im Osten, Saint-Cirgues-de-Malbert im Südosten, Saint-Illide im Süden sowie Arnac im Südwesten und Westen.
An der nördlichen Gemeindegrenze verläuft der Fluss Maronne, im Westen sein Zufluss Etze und im Süden dessen Zufluss Bertrande.

## Bevölkerungsentwicklung
| Jahr                       | 1962 | 1968 | 1975 | 1982 | 1990 | 1999 | 2006 | 2011 | 2019 |
| -------------------------- | ---- | ---- | ---- | ---- | ---- | ---- | ---- | ---- | ---- |
| Einwohner                  | 422  | 338  | 266  | 223  | 207  | 185  | 178  | 163  | 146  |
| Quellen: Cassini und INSEE |      |      |      |      |      |      |      |      |      |

## Sehenswürdigkeiten
- Kirche Saint-Martin aus dem 12. Jahrhundert, seit 1926 Monument historique

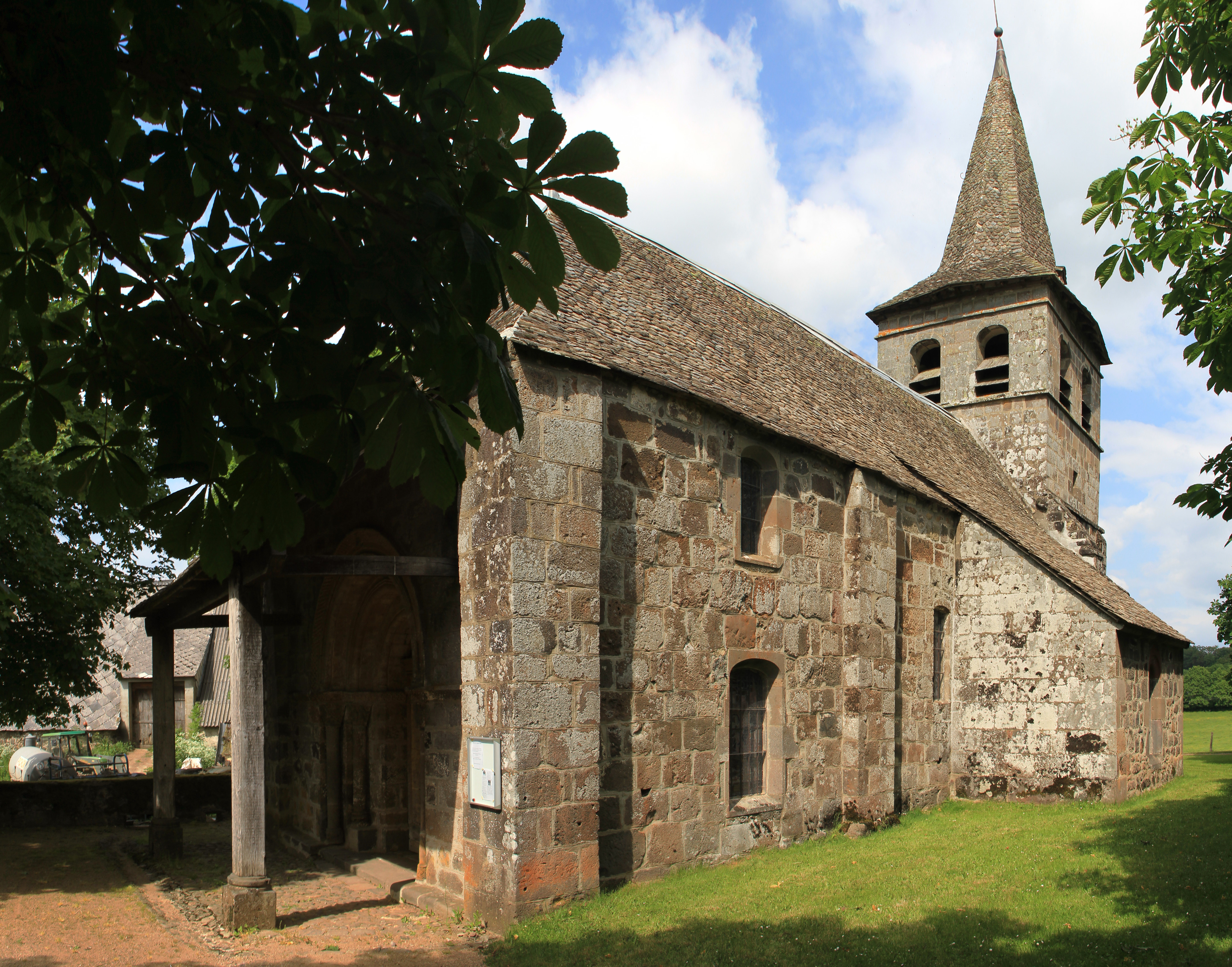
Kirche Saint-Martin